# Saga Strike
Strike es el nombre común de una serie de videojuegos creados por Mike Posehn, Jonh Patrick Manley y Tony Barnes, lanzados entre el 1991 y el 1997 por Electronic Arts para varios sistemas, más notablemente para la Mega Drive/Genesis, donde los tres primeros juegos de la saga fueron lanzados con un gran éxito. Los juegos son shooters multi-direccionales, vistos desde una perspectiva isométrica. En el juego, el jugador controla un helicóptero (aunque en juegos posteriores, ciertas misiones requieren que el jugador controle otros vehículos, como un Hovercarft, un bombardero Stealth, una motocicleta, y también a pie). La serie está compuesta por 5 juegos, y a pesar de su gran popularidad durante la era de 16-bits, planes para nuevos juegos son solo especulativos

## Descripción
El jugador controla un helicóptero - un apache o Comanche - equipado con tres tipos de municiones y limitada capacidad de combustible y de defensa. Mientras hay recargas para los tres objetos alrededor del mapa, la armadura es fácilmente recargable capturando y llevando rehenes o soldados aliados a un punto de aterrizaje (Landing Zone). Si la armadura o la defensa alcanza cero, el helicóptero cae y se pierde una vida.
Los niveles están compuestos por misiones que deben ser cumplidas secuencialmente, ya que las defensas de misiones posteriores a una misión no completada son más fuertes (aparece en pantalla el mensaje "Zona de Peligro" o "Danger Zone"). Un típico nivel empieza pidiendo al jugador que rescate a un soldado perdido que lleva información, siguiendo por desactivar las defensas del objetivo dado por el soldado, luego capturar a un general enemigo para información adicional y finalmente destruyendo otro edificio. Entre los niveles se suceden escenas que muestran el desarrollo de la historia.
Hay muchos tipos de enemigos, desde soldados a pie armados con nada más que con una pistola, a poderosas artillerías antiaéreas y helicópteros enemigos. Cada enemigo tiene su propio nivel de daño y habilidades de velocidad de disparo, y el jugador debe balancear su munición, combustible y la habilidad del objetivo y decidir si es mejor usar un poderoso misil (como un Hellfire en Desert Strike) para destruir a un oponente, o guardarlos y usar una ametralladora o misiles menos poderosos para desactivarlos. 
El jugador puede perder el juego por muchas razones: perdiendo todas sus vidas, destruyendo el punto de aterrizaje principal, matando una persona importante (ya sea aliada o enemiga) o teniendo un SNAFU (Situation Normal: All Fucked Up)
Las series son naturalmente militares, cada enemigo tiene su sección de información correspondiente en el menú de pausa (en donde se muestran los objetivos de la misión y el mapa) relatando detalles del arma del mundo real (o versiones inventadas, en el caso de armas no existentes). Los títulos de la siguiente generación, Soviet Strike y Nuclear Strike, introducen argumentos basados fuertemente en las geopolíticas de hoy en día. Sin embargo, y en contraste, los juegos muestran un pequeño sentido del humor, con numerosas apariciones de Elvis y también Santa Claus, como también bromas del personaje del jugador en los primeros juegos (En Urban Strike, el comandante, escuchando que el villano es un genio malvado, comenta "Genial, otro genio malvado. ¿Que no podemos nunca luchar contra un idiota malvado?")

## Juegos en las series

### Desert Strike: Return to the Gulf
Lanzado originalmente en 1992 para la Amiga, Sega Genesis, Master System, y Super Nintendo, y más tarde, en 1994, para PC. También fue lanzado para la mayoría de los sistemas portátiles; la Atari Lynx fue a primera, en 1993, seguido para la Game Gear (1994), Game Boy (1995) y finalmente GameBoy Advance en el 2002, desarrollado por Budcat Creations. En noviembre del 2006, EA lo paso a la PSP, como parte de EA Replay.
La historia sigue al jugador, un piloto de un AH-64 Apache (aunque la portada de otras versiones parecen mostrar a un Comanche usado en la secuela) en un conflicto inspirado en la Guerra del Golfo. Un año después de la Guerra del Golfo, el General Ibn Kilbaba destruye un pequeño emirato árabe y planea empezar la Tercera Guerra Mundial. El jugador tiene que abrir paso para las tropas terrestres desactivando la mayoría de sus defensas y ofensas, y finalmente matando a Kilbaba, que estaba a punto de hacer despegar un bombardero para tirar una bomba nuclear.

### Jungle Strike
Esta vez, el jugador toma control de un RAH-66 Comanche en una cruzada contra el hijo del General Kilbaba, que se alió a un notable señor de la droga que quiere tomar venganza contra los Estados Unidos
Aunque el juego es llamado Jungle Strike (Ataque Selvático) la primera misión toma lugar en Washington D. C., donde el jugador tiene que proteger a la limusina presidencial de terroristas que se han infiltrado en la ciudad. Después, el jugador podrá manejar un prototipo de un hovercraft, una motocicleta armada, y un F-117 Nighthawk robado. En un doble fin, el jugador retorna a Washington para ser condecorado por Bill Clinton (que aparece en los créditos) y debe luchar otra vez contra otros terroristas por segunda vez.
Se lanzó para la Genesis y para SNES en 1993, y luego portado a la Amiga (1994) y finalmente DOS, Game Gear y Game Boy en 1995.
Como con Desert Strike, Jungle Strike se incluyó en el EA Replay mencionado arriba. Este es el primer juego de toda la saga en el que el jugador puede controlar otros vehículos aparte del helicóptero.

### Urban Strike
El último título en dos dimensiones fue lanzado en 1994 para la Genesis, en 1995 para la SNES y para la Game Gear y finalmente, en 1996 para la Game Boy.
En un ficticio 2001, un millonario, candidato a presidente, llamado H.R. Malone planea encabezar el gobierno usando una super arma que está construyendo, y el jugador debe enfrentar esta amenaza. Más tarde se descubre que el villano es realmente Carlos Ortega, el señor de la droga que se creía muerto en Jungle Strike.
Como en Jungle Strike, Urban Strike empieza con un escenario completamente diferente que el del nombre del juego sugiere, en Hawái, yendo después por todo Estados Unidos. La gran característica son la misiones a pie, donde el jugador debe dejar el helicóptero para entrar en escenarios interiores armado con un fusil de asalto y con un lanzacohetes.
Curiosamente, Urban Strike muestra un ataque terrorista al World Trade Center en 2001 (Aunque difiere el método de ataque, el villano ataca Nueva York con un arma láser desde un satélite.) La escena del juego en donde se ve el rayo impactando contra el World Trade Center contiene un importante parecido con la imagen del avión impactando contra las Torres Gemelas el 11 de septiembre.
Se rumoreaba que el juego iba a incluir una misión en donde un avión se estrellaba contra el Pentágono (otra coincidencia), pero la misión fue descartada.

### Soviet Strike
Lanzado en 1996 para Sega Saturn y PlayStation.
Se sitúa en un universo alternativo, en el que después de la caída de la Unión Soviética, un líder ex-KGB, conocido como "The Shadowman", envía una larga fuerza militar para intentar empezar una guerra nuclear, capturando varios territorios a lo largo del Bloque Comunista y estableciendo varias instalaciones militares. Esta vez el jugador debe liberar esos territorios y destruir las cada vez más peligrosas armas alrededor de 5 escenarios, terminando en un climático encuentro con el villano en Moscú cuando el villano toma control del "May Day Parade" e intenta asesinar al presidente Borís Yeltsin y todo su gabinete ruso, al mismo tiempo lanzando varios misiles nucleares desde el corazón de Kremlin.
Este es el primer juego en establecer cinemáticas y en reproducir música en las misiones.

### Nuclear Strike
Lanzado en 1997 para la Sony PlayStation y PC y en 1999 para la N64
Un hombre que estuvo en la CIA llamado Colonel LeMonde ha robado una ojiva nuclear. Se le ha ordenado al jugador que busque esa ojiva antes de que LeMonde pueda usarla para fines nefastos. Los vehículos disponibles incluyen el helicóptero Super Apache, un caza Harrier, tanques y un hovercraft. Nuclear Strike también trae de vuelta al RAH-66 Comanche de Jungle Strike. También se puede manejar una variante V/STOL ficticia del avión de ataque a tierra A-10 Thunderbolt II.
Las nuevas características incluyen un radar en pantalla y una opción para repetir cinemáticas de misiones anteriores, así como también de nuevos personajes.
La versión de Nintendo 64 tiene misiones más cortas por las limitaciones técnicas de la N64 contra la PlayStation de Sony.

### Future Strike
La cinemática final de Nuclear Strike incluye un tráiler del siguiente juego de la saga, Future Strike, que muestra imágenes de un robot mecha llamado "Warrior". El juego nunca fue lanzado como tal, sino como Future Cop: LAPD desarrollado por EA Redwood Shores, publicado en 1998 por Electronic Arts y lanzado primero para la PlayStation 1, luego Mac OS y Microsoft Windows. Los jugadores asumen el papel del piloto para el X1-Alfa, un robot diseñado para luchar en la "Guerra del Crimen" en Los Ángeles en el año 2098. El X1-Alfa es un vehículo policial que puede transformarse entre un rápido vehículo de persecución, y un mecha de combate más lento y completo.
- Datos: Q2041524